# Przemysław Jerzy Janik

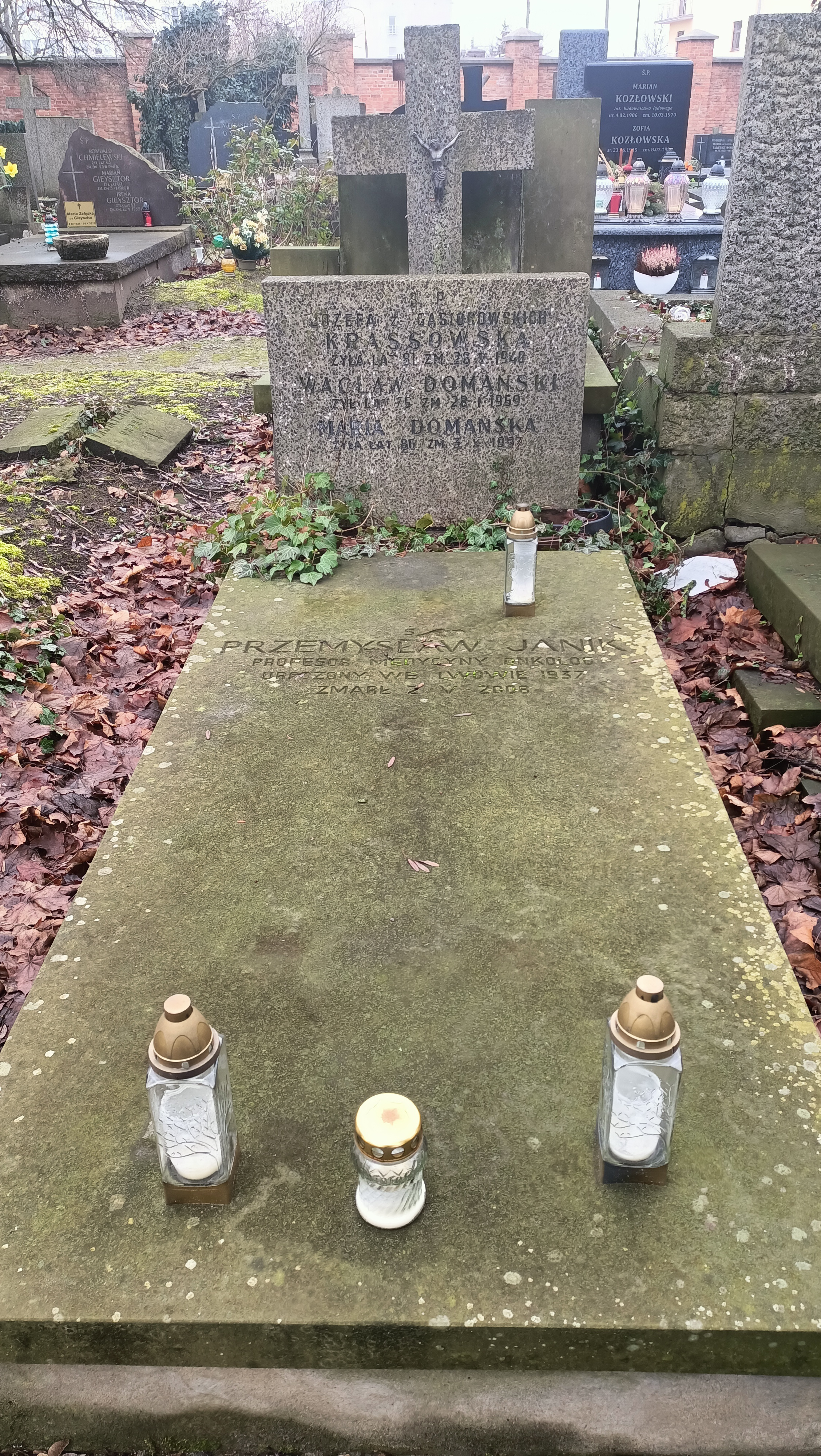
Grób Przemysława Jerzego Janika na cmentarzu Powązkowskim w Warszawie

Przemysław Jerzy Janik (ur. 12 grudnia 1937 we Lwowie, zm. 2 maja 2008 w Warszawie) – polski profesor onkolog.

## Życiorys
Absolwent VI Liceum Ogólnokształcącego im. Tadeusza Reytana w Warszawie (1956). W 1963 roku ukończył studia w Akademii Medycznej w Warszawie, w 1969 roku obronił pracę doktorską, w 1979 roku habilitował się, a w 1989 roku uzyskał tytuł profesora nauk medycznych.
Od 1963 roku pracował w Instytucie Onkologii w Warszawie, jako asystent (1963−1969), adiunkt (1971−1979). W latach 1981−1991 był kierownikiem pracowni w Zakładzie Biologii Nowotworów, a od 1993 roku kierownikiem Zakładu Biologii Komórki w Centrum Onkologii. Był wielokrotnie wybierany do Rady Naukowej, a przez dwie ostatnie kadencje pełnił w niej funkcję Przewodniczącego Komisji ds. Przewodów Doktorskich. W latach 1992−1998 był również członkiem Rady Naukowej Instytutu Biologii Doświadczalnej im. M. Nenckiego.
W latach 1969−1971 był stypendystą Institute of Cancer Research w Londynie. Był wykładowcą (visiting profesor) w Roswell Park Memorial Institute (USA).
Był członkiem wielu towarzystw naukowych, polskich i zagranicznych, m.in. Polskiego Towarzystwa Onkologicznego (od 1969 roku), Europe an Study Group for Cell Proliferation (od 1971 roku) oraz Polskiego Towarzystwa Onkologii Klinicznej.
Najważniejsze siągnięcia: wprowadzenie retinoidów (pochodnych witaminy A) do terapii niektórych zmian przedrakowych (1982−1985); badania nad sposobami przekazywania sygnałów proliferacyjnych w komórkach nowotworowych (1990−1999). Autor ponad 100 publikacji naukowych, z których większość została opublikowana w międzynarodowych czasopismach naukowych.

## Życie prywatne
Jego żoną była Krystyna Domańska-Janik, syn Witold (ur. 1971).
Został pochowany na cmentarzu Powązkowskim w Warszawie (kwatera 299b-1-22).

## Nagrody i odznaczenia
- Nagroda Ministra Zdrowia i Opieki Społecznej I st. (zespołowa) (1990)[1]
- Nagroda Wydziału Nauk Medycznych PAN I st. (zespołowa) (1992)[1]
- Krzyż Kawalerski Orderu Odrodzenia Polski (2002, za wybitne zasługi w dziedzinie onkologii)[2][6]